# Керлинг на Зимским олимпијским играма 2018.
Такмичења у керлингу на Зимским олимпијским играма 2018. у Пјонгчангу одржаће се између 18. и 25. фебруара 2018. у Керлинг центру Кангнунг. Поред туринра у мушкој и женској конкуренцији на програму је први пут такмичење мешовитих парова.

## Распоред
| ГФ | Групна фаза | П | Полуфинале |  | Меч за 3. место |  | Финале |

| Такмичење       | 8. | 9. | 10. | 11. | 12. | 13. | 13. | 14. | 15. | 16. | 17. | 18. | 19. | 20. | 21. | 22. | 23. | 24. | 25. |
| --------------- | -- | -- | --- | --- | --- | --- | --- | --- | --- | --- | --- | --- | --- | --- | --- | --- | --- | --- | --- |
| Мушкарци        |    |    |     |     |     |     |     | ГФ  | ГФ  | ГФ  | ГФ  | ГФ  | ГФ  | ГФ  | ГФ  | ПФ  |     |     |     |
| Жене            |    |    |     |     |     |     |     | ГФ  | ГФ  | ГФ  | ГФ  | ГФ  | ГФ  | ГФ  | ГФ  |     | ПФ  |     |     |
| Мешовити парови | ГФ | ГФ | ГФ  | ГФ  | ПФ  |     |     |     |     |     |     |     |     |     |     |     |     |     |     |

## Учесници

### Мушкарци
| - Данска - Италија - Јапан - Јужна Кореја - Канада | - Норвешка - Сједињене Америчке Државе - Уједињено Краљевство - Швајцарска - Шведска |

### Жене
| - Данска - Јапан - Јужна Кореја - Канада - Кина | - Олимпијски спортисти из Русије - Сједињене Америчке Државе - Уједињено Краљевство - Швајцарска - Шведска |

### Мешовити парови
| - Јужна Кореја - Канада - Кина - Норвешка | - Олимпијски спортисти из Русије - Сједињене Америчке Државе - Финска - Швајцарска |

## Освајачи медаља
| Дисциплине             |                                                                                                 |                                                                                        |                                                                                         |
|                        |                                                                                                 |                                                                                        |                                                                                         |
| Мушки турнир детаљи    | Сједињене Америчке Државе · Џон Шустер · Тајлер Џорџ · Мет Хемилтон · Џон Лендстејнер · Џо Поло | Шведска · Никлас Един · Оскар Ериксон · Расмус Врана · Кристофер Сундгрен · Хенрик Лек | Швајцарска · Бенуа Шварц · Клаудио Пец · Петер де Круз · Валентин Танер · Доминик Мерки |
|                        |                                                                                                 |                                                                                        |                                                                                         |
| Женски турнир детаљи   | Шведска · Ана Хаселборг · Сара Макманус · Агнес Кнохенхауер · Софија Мабергс · Јени Волин       | Јужна Кореја · Ким Ин-Чун · Ким Гон-Е · Ким Сон-Јон · Ким Јон-Ми · Ким Чо-Хи           | Јапан · Сацуки Фуџисава · Чинами Јошида · Јуми Сузуки · Јурика Јошида · Мари Мотохаши   |
|                        |                                                                                                 |                                                                                        |                                                                                         |
| Мешовити парови детаљи | Канада · Кејтлин Ловс · Џон Морис                                                               | Швајцарска · Жени Пере · Мартин Риос                                                   | Норвешка · Кристин Моен Скаслиен · Магнус Недреготен                                    |

## Биланс медаља
| Поз. | Земља                     |   |   |   | Укупно |
|      |                           |   |   |   |        |
| 1.   | Шведска                   | 1 | 1 | 0 | 2      |
| 2.   | Канада                    | 1 | 0 | 0 | 1      |
| 2.   | Сједињене Америчке Државе | 1 | 0 | 0 | 1      |
| 4.   | Швајцарска                | 0 | 1 | 1 | 2      |
| 5.   | Јужна Кореја              | 0 | 1 | 0 | 1      |
| 6.   | Јапан                     | 0 | 0 | 1 | 1      |
| 6.   | Норвешка                  | 0 | 0 | 1 | 1      |
|      | Укупно                    | 3 | 3 | 3 | 9      |